# Гарга (мудрец)
Гарга (Garga) — полумифический ведийский мудрец (риши) и один из самых древних астрономов Индии. Время его деятельности относят предположительно к VI веку до н. э.

## Труды
Ему приписываются разные сочинения (в том числе несколько гимнов «Ригведы», трактаты астрономического и астрологического содержания и т. д.), а в индийской литературе часто приводится приписываемый ему отрывок (стих), в котором он прославляет народ Явана, то есть греков (ионийцев), за их астрономические познания.
В цитатах, приводимых из его сочинений и написанных эпическим размером, заключаются наставления к правильному разделению времени по движению Солнца и Луны для установления надлежащих сроков жертвоприношения. Ему же принадлежит представление о движении Плеяд, которое было принято и позднейшими индийскими астрономами, например, Варахамихирой. Гарга различал четыре вида дня: гражданский, солнечный, лунный и звездный.

## В мифологии
В мифологических сочинениях Гарга является или сыном Брахмы, которому индусы приписывали начало астрономической науки, или поклонником змея-бога Шеша, который передал ему своё знание звезд.